# Дэнни Мак
Дэнни Мак Грин (англ. Danny Mac Greene; род. 26 февраля 1988 года) — английский актер, известный по роли Марка «Доджера» Сэвэджа в мыльной опере «Hollyoaks», транслировавшейся на канале Channel 4 (2011-2015).

## Биография
Родился в Бромли, Лондон, детство провёл в приморском городке Богнор-Регис. Учился в Лондонской школе искусств, окончил её в 2009 году. Два года играл в мюзикле Злая в театре Вест-Энд. С 2011 по 2015 год снимался в телесериале «Hollyoaks».
В 2011 году вместе с коллегами по сериалу «Hollyoaks» — Стефани Дэвис (Шинейд О’Коннор), Эндрю Мосс (Рис Эшворт) и Аби Филлипс (Либерти Саваж) приняли участие в исполнении сингла «Forget You» авторства Cee Lo Green для британской кампании «Дети в беде».
В июле 2013 года появился в шоу All Star Family Fortunes на канале ITV. В 2016 году принимал участие в качестве конкурсанта в 14-м сезоне шоу Strictly Come Dancing.
Является поклонником футбольного клуба Челси.

## Личная жизнь
В марте 2016 года обручился с актрисой Карли Стенсон, также игравшей в телесериале «Hollyoaks». В августе 2017 года пара поженилась. 14 июня 2021 года у супругов родилась дочь, которую назвали Скай Белла Грин.

## Фильмография
| Год       | Фильм                    | Роль                 | Примечания          |
| --------- | ------------------------ | -------------------- | ------------------- |
| 2016      | Strictly Come Dancing    | Себя                 | Участник            |
| 2015      | British Andy             | Себя                 | Гость               |
| 2013      | All Star Family Fortunes | Себя                 | Гость               |
| 2011      | Children In Need         | Себя                 | Гость               |
| 2011-2015 | Hollyoaks                | Марк «Доджер» Сэвэдж | Регулярный персонаж |
| 2004      | A Line in the Sand       | Том                  | Драма канала ITV    |

## Награды и номинации
| Год  | Награда                           | Категория                           |
| ---- | --------------------------------- | ----------------------------------- |
| 2011 | Национальная Телевизионная Премия | Самый популярный новичок            |
| 2011 | The British Soap Awards           | Самый сексуальный мужчина           |
| 2011 | Inside Soap Awards                | Самый сексуальный мужчина           |
| 2011 | Inside Soap Awards                | Лучший новичок                      |
| 2011 | TV Quick and Choice Awards        | Лучший новичок «мыльного жанра»     |
| 2012 | The British Soap Awards           | Самый сексуальный мужчина           |
| 2012 | Национальная Телевизионная Премия | Лучший новичок                      |
| 2012 | Inside Soap Awards                | Самый сексуальный мужчина           |
| 2012 | Digital Spy Soap Awards           | Самый сексуальный мужчина           |
| 2013 | The British Soap Awards           | Самый сексуальный мужчина           |
| 2013 | Inside Soap Awards                | Лучший актёр                        |
| 2013 | Inside Soap Awards                | Самый сексуальный мужчина           |
| 2014 | The British Soap Awards           | Самый сексуальный мужчина           |
| 2014 | Inside Soap Awards                | Самый сексуальный мужчина           |
| 2015 | Национальная Телевизионная Премия | Лучший актёр драматического сериала |